# Rhipidia spadicithorax
Rhipidia spadicithorax là một loài ruồi trong họ Limoniidae. Chúng phân bố ở Afrotropisch và miền Ấn Độ - Mã Lai.